# 庭州
庭州是唐朝在640年至790年间在天山北麓设置的州。州城在北庭城。
貞觀十四年（640年），始置。贞元六年（790年），陷于吐蕃:31。终唐一朝，下辖四县:61。辖区在今新疆维吾尔自治区昌吉回族自治州、乌鲁木齐市境内。

## 历史沿革
唐朝貞觀十四年（640年），唐灭高昌之战结束后，在高昌故城设置西州。在可汗浮图城（日后称北庭城，即今昌吉回族自治州昌吉市的北庭故城遗址）屯兵的西突厥叶护投降唐朝。在可汗浮图城置庭州。下辖金满县（与庭州治所同城），蒲类县（县治在今奇台县的唐朝墩古城遗址）:31。西州、庭州均属安西大都护府:57。
永徽二年（651年），西突厥阿史那贺鲁叛乱，占领庭州。年底，唐军收复。次年，置轮台县。龙朔三年（677年），在庭州设金山都護府，管辖天山以北、金山以西、巴尔喀什湖以南、两河流域以东广大的羁縻府州:31。
显庆三年（658年），安西大都护府移治龟兹，故府复为西州。庭州亦复置于同年。长安二年（702年），在庭州设北庭都护府:58，并建立烛龙（瀚海军）。当时“每岁调内地更发千人镇遏焉”。做为庭州常驻边军的瀚海军由1.2万名兵，0.42万匹马组成:31—32。
当代研究者指，北庭都护府建立后的神龙、景龙年间，庭州的农业生产已颇为繁荣，可对外供给粮食，超过伊州、西州:37。
景云二年（711年），北庭都护府升格为北庭大都护府。安史之乱后，增加北庭大都护府的行政、军事建置。宝应元年（762年），庭州增置西海县，改金满县为后庭县。大历六年（771年）九月，轮台县增置静塞军:31。
贞元六年（790年），吐蕃攻打北庭城。“北庭之人既苦回纥，乃举城降焉:59。”北庭大都护、节度使检校工部尚书杨袭古被杀:31。“杨袭古麾下两千余众出奔西州:59”。唐朝政府失去庭州及北庭之地:31。

## 辖县
庭州下辖四县：后庭县、蒲类县、轮台县、西海县。各类文献对四县的设置、建制记载不一。除四县外，还曾有初属庭入州，后属西州的蒲昌县:61—62。
- 后庭县
- 蒲类县
- 轮台县
  - 县治的位置有昌吉古城、北庭城、米泉古城、乌拉泊古城四种说法[3]:41
- 西海县
  - 西海县被视为由清海军升格而来的县，清河军位置大概有阿雅尔淖尔（玛纳斯湖）说，今沙湾市安集海镇说，今玛纳斯县白杨河说，今石河子市说，今玛纳斯县县治说，今乌鲁木齐市乌拉泊古城说。县治一说在乌拉泊古城，一说在乌鲁木齐盐湖之破城子（新疆盐湖化工厂所在）[4]:8。

## 历任刺史
- 骆弘义（貞觀末年—652年）
- 來濟（660年—662年）
- 裴行儉（662年—665年，兼任金山都護）
- 袁公瑜（上元仪凤年间）
- 杜懷寶（677年—679年，兼任金山都護）
- 王方翼（679年—682年，兼任金山都護）
- 唐休璟（垂拱年间）
- 张仁楚（692年—698年）
- 解琬（699年—706年，兼任金山都護、北庭都護）[5]